# Persone di cognome Pace
| Questa pagina contiene informazioni ricavate automaticamente dalle voci biografiche con l'ausilio del template Bio e di un bot. L'aggiornamento è periodico e automatico e ricostruisce completamente la pagina. Se manca una persona in questa lista, sei pregato di non aggiungerla, ma accertati piuttosto che la sua voce biografica contenga il template Bio e che i dati anagrafici siano correttamente compilati. Se il template Bio manca, inseriscilo tu stesso o, in alternativa, metti l'avviso {{tmp\|Bio}} che ne segnala la mancanza. Se i dati riportati sono sbagliati, correggi direttamente la voce biografica; le modifiche saranno visibili in questa lista entro pochi giorni. Per chiarimenti vedi il progetto antroponimi. La lista contiene solo le 52 persone che sono citate nell'enciclopedia e per le quali è stato implementato correttamente il template Bio. Pagina aggiornata al 17 ott 2024. |

Questa è una lista di persone presenti nell'enciclopedia che hanno il cognome Pace, suddivise per attività principale.

## Archeologi(1)
- Biagio Pace, archeologo e politico italiano (Comiso, n. 1889 - Comiso, † 1955)

## Arcivescovi cattolici(1)
- Flavio Pace, arcivescovo cattolico italiano (Monza, n. 1977)

## Attori(3)
- Jackson Pace, attore statunitense (Boca Raton, n. 1999)
- Lee Pace, attore statunitense (Chickasha, n. 1979)
- Roberto Pace, attore italiano (Roma, n. 1952)

## Attrici(2)
- Paola Pace, attrice e regista italiana (Palermo, n. 1963)
- Valentina Pace, attrice italiana (Roma, n. 1977)

## Batteristi(1)
- Simone Pace, batterista italiano (Milano, n. 1963)

## Calciatori(3)
- Bruno Pace, calciatore e allenatore di calcio italiano (Pescara, n. 1943 - Pescara, † 2018)
- Jamie Pace, ex calciatore maltese (Londra, n. 1977)
- Louis Pace, ex calciatore maltese (n. 1948)

## Cantanti(2)
- Daniele Pace, cantante, paroliere e compositore italiano (Milano, n. 1935 - Milano, † 1985)
- Michela Pace, cantante maltese (Gozo, n. 2001)

## Cestisti(1)
- Joe Pace, ex cestista statunitense (New Brunswick, n. 1953)

## Chitarristi(1)
- Amedeo Pace, chitarrista e cantante italiano (Milano, n. 1963)

## Contrabbassisti(1)
- Camillo Pace, contrabbassista, compositore e cantautore italiano (Taranto, n. 1978)

## Costituzionalisti(1)
- Alessandro Pace, costituzionalista e avvocato italiano (Lanciano, n. 1935)

## Doppiatrici(1)
- Mirella Pace, doppiatrice e direttrice del doppiaggio italiana (Roma, n. 1937 - Roma, † 2023)

## Economisti(1)
- Carlo Pace, economista e politico italiano (Roma, n. 1931 - Roma, † 2003)

## Generali(1)
- Peter Pace, generale statunitense (New York, n. 1945)

## Giocatori di football americano(1)
- Orlando Pace, ex giocatore di football americano statunitense (Sandusky, n. 1975)

## Giornalisti(1)
- Lanfranco Pace, giornalista e scrittore inglese (Fagnano Alto, n. 1947 - Messina, † 2023)

## Giuristi(1)
- Giulio Pace, giurista e filosofo italiano (Vicenza, n. 1550 - Valence, † 1635)

## Ingegneri(1)
- Girolamo di Pace, ingegnere italiano (Prato)

## Inventori(1)
- Ercole Pace, inventore e tecnico del suono italiano (Roma, n. 1906 - Roma, † 1983)

## Matematici(1)
- Antonio Pace, matematico italiano (Verona)

## Militari(2)
- Giuseppe Pace, militare e politico italiano (Castrovillari, n. 1826 - Eboli, † 1866)
- Umberto Pace, militare italiano (Pettorano sul Gizio, n. 1894 - Monte Sleme, † 1915)

## Pallamanisti(1)
- Vincenzo Pace, pallamanista italiano (Agrigento, n. 1992)

## Pallanuotisti(1)
- Victor Pace, pallanuotista maltese (Sliema, n. 1907 - Sliema, † 2000)

## Pallavolisti(1)
- Domenico Pace, pallavolista italiano (Castellana Grotte, n. 2000)

## Pastori protestanti(1)
- Camillo Pace, pastore protestante italiano (Paglieta, n. 1862 - Pescara, † 1948)

## Pianisti(1)
- Enrico Pace, pianista italiano (Rimini, n. 1967)

## Pilote automobilistiche(1)
- Ada Pace, pilota automobilistica e pilota motociclistica italiana (Torino, n. 1924 - Rivoli, † 2016)

## Piloti automobilistici(1)
- José Carlos Pace, pilota automobilistico brasiliano (San Paolo, n. 1944 - Mairiporã, † 1977)

## Pittori(4)
- Achille Pace, pittore italiano (Termoli, n. 1923 - Roma, † 2021)
- Gian Paolo Pace, pittore italiano (Venezia, n. 1528 - Venezia, † 1560)
- Michele Pace, pittore italiano (Vitorchiano, n. 1610 - Roma, † 1670)
- Pace Pace, pittore italiano (Venezia)

## Politici(6)
- Carlo Pace, politico italiano (Pescara, n. 1936 - Pescara, † 2017)
- Donato Pace, politico e avvocato italiano (Avigliano, n. 1938 - Potenza, † 2014)
- Giovanni Pace, politico italiano (Chieti, n. 1933 - Chieti, † 2018)
- Lodovico Pace, politico e poeta italiano (Civitavecchia, n. 1949)
- Nicola Tommaso Pace, politico italiano (Lanciano, n. 1903 - † 1981)
- Vincenzo Pace, politico italiano (Frascineto, n. 1828 - Castrovillari, † 1901)

## Produttori discografici(1)
- The Night Skinny, produttore discografico e disc jockey italiano (Termoli, n. 1983)

## Rugbisti a 15(1)
- Samuele Pace, ex rugbista a 15 e allenatore di rugby a 15 italiano (Ponte dell'Olio, n. 1980)

## Schermidori(1)
- Domenico Pace, schermidore italiano (Padova, n. 1924 - Milano, † 2022)

## Sciatrici alpine(1)
- Kate Pace, ex sciatrice alpina canadese (North Bay, n. 1969)

## Scrittori(1)
- Federico Pace, scrittore e giornalista italiano (Roma, n. 1967)

## Storici(1)
- Tommaso Pace, storico, patriota e grecista italiano (San Costantino Albanese, n. 1807 - Napoli, † 1887)

## Senza attività specificata(1)
- Darrell Pace, ex arciere statunitense (Cincinnati, n. 1956)